# 英国铁路5型客车 (城际250型电力动车组)
英国铁路5型客车（英语：British Rail Mark 5）是英国20世纪八九十年代研发的一型高速铁路客车，原计划用于英国自主研制的高速动力集中式动车组“城际250型电力动车组”无动力拖车，构造速度250千米/小时。研发时计划用于英国西海岸干线提速，最终因“城际250型电力动车组”研发计划废止而废止。“英国铁路5型客车”未制造一节真车，仅拥有模型。

## 研发历程及项目废止
“英国铁路5型客车”的研发初衷为英国铁路城际列车在西海岸干线的高速铁路客车，研发时参考了当时运行在东海岸干线的“英国铁路4型客车”。与“英国铁路4型客车（摆式列车版）”不同的是，“英国铁路5型客车”并未采用摆式列车设计。
研发时还曾计划将包含“英国铁路5型客车”的“城际250型电力动车组”运营线路继续扩展至东海岸干线和大西部干线，用以取代包含“英国铁路3型客车”和“英国铁路4型客车”的“城际125型柴油动车组”和“城际225型电力动车组”。
早在20世纪80年代初，英国铁路内部便有研发用于城际列车的25.5米长加长型铁路客车的项目，这一研发项目若成功预计将降低30%的成本。这一研发项目影响了构造速度为125英里/小时（约201千米/小时）的“英国铁路4型客车”，但若改用升级版液力制动则构造速度可能提升至250千米/小时。
采用动力集中式设计的1列“城际250型电力动车组”包含1台“英国铁路93型电力机车”、9輛“英国铁路5型客车”中间车、1輛DVT。构造速度250千米/小时的“英国铁路5型客车”长度为26米，重量比长度为23.4米的英国铁路4型客车更轻。“英国铁路5型客车”采用加长型设计的目的在于减轻整列列车的重量及降低成本。的确，英国铁路1987年时曾计划将英国铁路4型客车加长至25.5米（转向架中心距18.13米），后因“英国铁路4型客车”要赶在1989年投入使用而放弃了这一技术难度较大方案。
英国铁路5型客车外觀為流线型设计、改进气密性的塞拉门并计划采用主动式悬挂系统，预计稳定性较比英国铁路3型客车将提升30%。“英国铁路5型客车”的研发伴随着对改善轨道质量的研究，以达到250千米/小时的运营速度。 英国铁路在研发阶段还曾使用一款名为“吸血鬼”（VAMPIRE）的计算机软件模拟英国铁路5型客车在西海岸干线和東海岸主線运行时的状况，其中部分数据收集英国铁路4型客车东海岸干线运行时的数据。
英国铁路5型客车的内部设计工作由FM Design进行，模型1991年在位于英国德比的英国铁路技术中心制作。“英国铁路5型客车”一等座车定员52人，座位布局2+1；二等座车定员88人，座位布局2+2。 与英国铁路3型客车和英国铁路4型客车一样，英国铁路5型客车同样包含DVT。英国铁路5型客车的DVT内设驾驶室、行李舱、厨房，参考了之前的“城际225型电力动车组”。
1991年初，阿尔斯通、庞巴迪运输、ProRail、英國鐵路工程公司、ABB均受邀参加45列“城际250型电力动车组”的竞标。
研发动力集中式高速动车组“城际250型电力动车组”的动力车“英国铁路93型电力机车”共花费3.8亿英镑。在完成东海岸干线电气化工程后，因出资方无力承担高额研发费用，“城际250型电力动车组 ”及其所包含的“英国铁路93型电力机车”和“英国铁路5型客车”的研发计划遭到废止。

## 后续
在“城际250型电力动车组 ”及所属的“英国铁路5型客车”研发计划废止后不久，英国铁路被分拆私有化。之后接手原“英国铁路5型客车”运营线路的西海岸城际铁路（维珍铁路的下属单位）并未重启“英国铁路93型电力机车”和“英国铁路5型客车”的研发，转而新购“英国铁路390型电力动车组”取而代之。英国铁路网公司亦曾提出一型以“英国铁路5型客车”命名的未来标准化铁路客车研发计划，其转向架中心距为19米，这一项目后于2016年6月取消。 之后以另一型转向架中心距17米、轴距2.6米的铁路客车研发计划取而代之。